# Золлеруп
Золлеруп (нем. Sollerup) — община в Германии, в земле Шлезвиг-Гольштейн. 
Входит в состав района Шлезвиг-Фленсбург. Подчиняется управлению Эггебек.  Население составляет 500 человек (на 31 декабря 2010 года). Занимает площадь 12,98 км².